# سیروس نورسته
سیروس نورسته (انگلیسی: Cyrus Nowrasteh) فیلمنامه‌نویس، کارگردان و تهیه‌کننده فیلم و تلویزیون آمریکایی است. او روی مجموعه‌های تلویزیونی و فیلم‌های ساخته‌شده برای تلویزیون از جمله روزی که ریگان شلیک شد، تاج شاهین، به سمت غرب، و مستند جنجالی مسیر یازده سپتامبر کار کرده است. او همچنین فیلم‌های «سنگسار ثریا م.» (۲۰۰۹)، «مسیح جوان» (۲۰۱۶) و «کافر» (۲۰۲۰) را کارگردانی کرده است.
نورسته در ۱۹ سپتامبر ۱۹۵۶ در بولدر (کلرادو) به دنیا آمد و مدیسن (ویسکانسین) بزرگ شد. او ایرانی‌تبار است و در سال ۱۹۷۴ از دبیرستان مدیسون وست فارغ‌التحصیل شد و قهرمان تنیس دبیرستان پسران شهرشان بود. نوراسته با بورسیه ورزشی در دانشگاه ایالتی نیومکزیکو تحصیل کرد و بعداً برای تحصیل در دانشکده هنرهای سینمایی به دانشگاه کالیفرنیای جنوبی منتقل شد و در سال ۱۹۷۷ فارغ‌التحصیل شد. نورسته با فیلمنامه‌نویس الیزابت (بتسی) جی. نورسته (متولد ۱۹۵۳) ازدواج کرده است.

## فیلمشناسی

### آثار سینمایی
- تهدید پنهان (۱۹۸۹) - نویسنده و کارگردان
- مصاحبه (۱۹۹۵) - نویسنده
- نورما جین، جک و من (۱۹۹۸) - نویسنده و کارگردان
- سنگسار ثریا م. (۲۰۰۹) - نویسنده و کارگردان
- مسیح جوان (۲۰۱۶) - نویسنده و کارگردان
- کافر (۲۰۲۰) - نویسنده، کارگردان و تهیه‌کننده فیلم
- نفت سارا (۲۰۲۵) - نویسنده، کارگردان و تهیه‌کننده